# Сольний потік
Сольний потік (словац. Soľný potok) — річка в Словаччині, ліва притока Полгоранки, протікає в окрузі Наместово.
Довжина приблизно 5.5 км. Витік знаходиться в масиві Центральні Бескиди (геоморфологічна підодиниця Підбескидська борозна — схил гори Турне) — на висоті близько 760 метрів. Протікає територією села Рабча.
Впадає в Полгоранку на висоті приблизно 635-640 метрів.